# Steve Hillage
Steve Hillage, właśc. Stephen Simpson Hillage (ur. 2 sierpnia 1951 r. w Chingford, Londyn) – brytyjski muzyk, kompozytor, wokalista, producent muzyczny i autor tekstów powiązany ze sceną Canterbury. Artysta znany ze współpracy z różnymi grupami muzycznymi, takimi jak Arzachel, Khan, Gong i System 7, także twórca cenionych albumów solowych.

## Dyskografia

### Albumy solowe
- (1975) Fish Rising
- (1976) L
- (1977) Motivation Radio
- (1978) Green
- (1979) Live Herald
- (1979) Rainbow Dome Musick
- (1979) Open
- (1979) Aura
- (1983) For to Next/And Not Or
- (1992) BBC Radio 1 Live
- (2003) Introducing...Steve Hillage (Light in the Sky)
- (2004) Live at Deeply Vale Festival 78